# Декенея
Декенея (лат. Decaisnea) — род двудольных растений, входящий в семейство Лардизабаловые (Lardizabalaceae).
Род назван в честь французского ботаника бельгийского происхождения Жозефа Декена.

## Виды
Род насчитывает три вида, некоторые из них:
- Decaisnea fargesii Franch. — Декенея Фаргеза
- Decaisnea insignis (Griff.) Hook.f. & Thomson

- [syn.  Slackia insignis Griff.]